# Moralna slobodna volja
Moralna slobodna volja je sposobnost pojedinca da vrši moralne izbore na osnovu nekog pojma ispravnog i pogrešnog i da bude odgovoran za te postupke. Moralni agent je „biće koje je sposobno da deluje u odnosu na ispravno i pogrešno“.

## Razvoj i analiza
Većina filozofa sugeriše da su samo racionalna bića, koja mogu da rasuđuju i donose sebične sudove, sposobna da budu moralni agenti. Neki sugerišu da oni sa ograničenom racionalnošću (na primer, ljudi sa blagim mentalnim invaliditetom ili bebe) takođe imaju neke osnovne moralne sposobnosti.
Deterministi tvrde da su sve naše akcije proizvod prethodnih uzroka, a neki veruju da je to nespojivo sa slobodnom voljom i stoga tvrde da nemamo stvarnu kontrolu nad svojim postupcima. Imanuel Kant je tvrdio da bez obzira da li naše stvarno ja, noumenalno ja, može da bira ili ne, mi nemamo drugog izbora osim da verujemo da biramo slobodno kada pravimo izbor. To ne znači da možemo da kontrolišemo efekte svojih akcija. Neki nedeterministi bi tvrdili da nemamo ni slobodnu volju. Ako, s obzirom na ljudsko ponašanje, takozvani 'uzrok' rezultira neodređenim brojem mogućih, takozvanih 'efekata', to ne znači da je osoba imala slobodoumnu nezavisnu volju da izabere taj 'efekat'. Verovatnije je da je to bila neodređena posledica njigove slučajne genetike, slučajnih iskustava i slučajnih okolnosti relevantnih u vreme „uzroka“.
U Kantovoj filozofiji, ovo zahteva čin vere, agens slobode od vere je zasnovan na nečemu a priori, što tek treba da bude poznato, ili nematerijalno. U suprotnom, bez apriornog fundamentalnog izvora slobodnog agenta, društveno suštinski koncepti stvoreni iz ljudskog uma, kao što je pravda, bili bi potkopani (odgovornost podrazumeva slobodu izbora) i, ukratko, civilizacija i ljudske vrednosti bi se urušile.
Korisno je uporediti ideju moralnog delovanja sa pravnom doktrinom mens rea, što znači kriv um, i navodi da je osoba pravno odgovorna za ono što čini sve dok treba da zna šta radi, a njeni izbori su namerni. Neki teoretičari odbacuju bilo kakve pokušaje da se ocenjuju psihička stanja i umesto toga usvajaju doktrinu striktne odgovornosti, po kojoj se odgovara po zakonu bez obzira na sposobnost, i da je jedino što treba odrediti stepen kazne, ako i to. Moralni deterministi bi najverovatnije usvojili sličnu tačku gledišta.
Psiholog Albert Bandura je primetio da moralni agenti učestvuju u selektivnom moralnom neangažovanju u pogledu sopstvenog nehumanog ponašanja.

## Literatura
- Singer, Peter (2009). Animal Liberation: A New Ethics for our Treatment of Animals (4 изд.). New York: HarperCollins. ISBN 978-0-06-171130-5.